# Batalla de Przemyśl
El 1 de noviembre de 1918, con la retirada del Imperio austrohúngaro de la Primera Guerra Mundial, dejando de ser un poder efectivo, los habitantes de la ciudad de Przemyśl proclaman que deja de tener efecto la dominación extranjera, lo que los polacos y ucranianos entienden como el momento de la independencia, pero cada parte en un sentido distinto.
La noche entre el 3 y el 4 de noviembre estallan las hostilidades, capturando los ucranianos la orilla oriental del Río San, desarmando a las unidades polacas y deteniendo al general Puchalski, que previamente había sido nombrado Comandante en Jefe del Ejército polaco en Galitzia y Silesia.
Tanto los efectivos de cada parte, como el armamento, determinan la imposibilidad de derrotar al enemigo si no es con ayuda exterior.

## Llegada de refuerzos polacos y victoria
La mitad occidental permanece en manos polacos, y la defensa es dirigida por el teniente Kozubski, principalmente en el barrio de Zasanie. El 10 de noviembre llegan refuerzos polacos procedentes de Cracovia, desarrollándose los combates entre el 11 y 12 de noviembre de 1918, cruzando el río, expulsando a los ucranianos de la ciudad, obteniendo los polacos la primera victoria en batalla de la renacida república.

## Participantes destacados
En la defensa inicial polaca tienen un importante papel los boy scouts polacos, así como estudiantes y jóvenes en general. Estos boy scouts, junto a otros jóvenes estudiantes, se destacaron tanto en la defensa de Przemysl como en la de Leópolis, tomando el nombre de los “aguiluchos de Przemysl” (en polaco: Orlęta Przemyskie), teniendo un monumento en la ciudad.